# Chromonikiel
Chromonikiel – stop wykonany z niklu i chromu w proporcji 3:2.
Stop charakteryzujący się odpornością na korozję i znaczącym oporem elektrycznym, dlatego znalazł zastosowanie w produkcji piecyków oraz grzejników elektrycznych.